# 科尔斯萨
科尔斯萨，是西班牙加泰罗尼亚赫罗纳省的一个市镇。总面积16平方公里，总人口1143人（2001年），人口密度71人/平方公里。